# Grimoald al II-lea de Benevento
Grimoald al II-lea (d. 680) a fost duce longobard de Benevento de la 677 până la moarte.
Grimoald era fiul și succesorul Romuald I de Benevento. La preluarea domniei, el ar fi fost sub regența mamei sale, Theodrada, fiica ducelui Lupus de Friuli. Domnia sa de trei ani nu a avut parte de evenimente notabile: cronicarul Paul Diaconul nu consemnează decât căsătoria și moartea sa. El a fost succedat de către fratele său, Gisulf I, iar soția sa a fost Wigilinda, fiică a regelui Perctarit.